# Degenhard von Schüngel
Degenhard von Böckenförde genannt Schüngel (* um 1372; † 1440) war ein Angehöriger der westfälischen Adelsfamilie Böckenförde genannt Schüngel. Er wird als Lehnsherr zu Neheim, Övinghausen und Echthausen genannt.

## Leben
Degenhard von Schüngel ist der (vermutlich) älteste Sohn des Albert von Schüngel aus der Ehe mit dessen namentlich nicht bekannter 1. Frau. Er wird 1407 mit dem nach Schloss Heinrichenburg gehörenden Hof zu Wocklum, 1409 durch den Kölner Erzbischof Friedrich III. von Saarwerden auf Schloss Poppelsdorf zu Bonn mit dem Burglehen zu Neheim sowie dem Zehnten und Land zu Echthausen a.d. Ruhr belehnt. Ebenfalls 1409 übernimmt er eine Bürgschaft für Cordt v. Ense. 1410 und 1420 ist er Fehdehelfer der Herren von Ense gegen die Stadt Paderborn. 1420 wird Degenhard nach seiner Ernennung zum Drosten zu Werl durch den dortigen Bürgermeister Everd Turken auf das Drostenamt vereidigt. 1421 ist die Beerbung seines verstorbenen Vaters, 1423 ein Landverkauf zu Neheim an seinen Neffen und späteren livländischen Deutschordensmeister Heidenreich belegt. 1424 wird er als Rat des Kölner Erzbischofs Dietrich von Moers genannt.